# Persone di nome Silvia
| Questa pagina contiene informazioni ricavate automaticamente dalle voci biografiche con l'ausilio del template Bio e di un bot. L'aggiornamento è periodico e automatico e ricostruisce completamente la pagina. Se manca una persona in questa lista, sei pregato di non aggiungerla, ma accertati piuttosto che la sua voce biografica contenga il template Bio e che i dati anagrafici siano correttamente compilati. Se il template Bio manca, inseriscilo tu stesso o, in alternativa, metti l'avviso {{tmp\|Bio}} che ne segnala la mancanza. Se i dati riportati sono sbagliati, correggi direttamente la voce biografica; le modifiche saranno visibili in questa lista entro pochi giorni. Per chiarimenti vedi il progetto antroponimi. La lista contiene solo le 225 persone che sono citate nell'enciclopedia e per le quali è stato implementato correttamente il template Bio. Pagina aggiornata al 6 ago 2025. |

Questa è una lista di persone presenti nell'enciclopedia che hanno il nome Silvia, suddivise per attività principale.

## Allenatrici di calcio(2)
- Silvia Fuselli, allenatrice di calcio e ex calciatrice italiana (Cecina, n. 1981)
- Silvia Neid, allenatrice di calcio e ex calciatrice tedesca (Walldürn, n. 1964)

## Allenatrici di tennis(1)
- Sílvia Soler Espinosa, allenatrice di tennis e ex tennista spagnola (Elche, n. 1987)

## Altiste(1)
- Silvia Costa, ex altista cubana (n. 1964)

## Arbitri di pallacanestro(1)
- Silvia Marziali, arbitro di pallacanestro italiano (Edolo, n. 1988)

## Astronome(1)
- Silvia Torres-Peimbert, astronoma e docente messicana (Città del Messico, n. 1940)

## Attiviste(1)
- Silvia Baraldini, attivista italiana (Roma, n. 1947)

## Attrici(27)
- Silvia Abascal, attrice spagnola (Madrid, n. 1979)
- Silvia Abril, attrice spagnola (Mataró, n. 1971)
- Silvia Acosta, attrice, ballerina e modella spagnola (Siviglia, n. 1986)
- Silvia Alonso, attrice spagnola (Salamanca, n. 1989)
- Silvia Annicchiarico, attrice, conduttrice radiofonica e cantante italiana (Milano, n. 1947)
- Sura Berditchevsky, attrice e scrittrice brasiliana (n. 1953)
- Silvia Busuioc, attrice, modella e ex ballerina moldava (Chișinău, n. 1989)
- Silvia Calderoni, attrice italiana (Lugo, n. 1981)
- Silvia Cohen, attrice e conduttrice televisiva italiana (Parigi, n. 1959)
- Silvia Collatina, attrice italiana (Roma, n. 1972)
- Silvia Colloca, attrice e conduttrice televisiva italiana (Milano, n. 1974)
- Silvia D'Amico, attrice italiana (Roma, n. 1986)
- Silvia De Santis, attrice e filologa italiana (Roma, n. 1973)
- Silvia Dionisio, attrice e modella italiana (Roma, n. 1951)
- Silvia Giordano, attrice e cantante italiana (Salerno, n. 1980)
- Silvia Kutika, attrice argentina (Buenos Aires, n. 1958)
- Silvia Manto, attrice italiana (Pesaro, n. 1916 - Venezia, † 1985)
- Silvia Marsó, attrice e produttrice teatrale spagnola (Barcellona, n. 1963)
- Silvia Marty, attrice, ballerina e cantante spagnola (Barcellona, n. 1980)
- Silvia Mazzieri, attrice italiana (Pisa, n. 1993)
- Silvia Monelli, attrice, doppiatrice e direttrice del doppiaggio italiana (Messina, n. 1932 - Roma, † 2021)
- Silvia Monti, attrice italiana (Venezia, n. 1946)
- Silvia Navarro, attrice messicana (Irapuato, n. 1978)
- Silvia Pinal, attrice e produttrice televisiva messicana (Guaymas, n. 1931 - Città del Messico, † 2024)
- Silvia Seidel, attrice tedesca (Monaco di Baviera, n. 1969 - Monaco di Baviera, † 2012)
- Silvia Solar, attrice francese (Parigi, n. 1940 - Lloret de Mar, † 2011)
- Silvia Tortosa, attrice spagnola (Barcellona, n. 1947 - Barcellona, † 2024)

## Attrici pornografiche(1)
- Silvia Dellai, attrice pornografica italiana (Trento, n. 1993)

## Attrici teatrali(2)
- Silvia Arzuffi, attrice teatrale, cabarettista e regista televisiva italiana (Rocca del Colle, n. 1944 - Bergamo, † 2018)
- Silvia Balletti, attrice teatrale francese (Tolosa, n. 1701 - Parigi, † 1758)

## Avvocate(1)
- Silvia Corzo, avvocato, giornalista e conduttrice televisiva colombiana (Bucaramanga, n. 1973)

## Biologhe(1)
- Silvia Morante, biologa e scrittrice italiana (Grosseto, n. 1954)

## Botaniche(1)
- Silvia Zenari, botanica e geologa italiana (Udine, n. 1895 - Conegliano, † 1956)

## Calciatrici(17)
- Silvia Baldi, ex calciatrice e giocatrice di calcio a 5 italiana (Pistoia, n. 1984)
- Silvia Berardo, calciatrice italiana (Portogruaro, n. 1985)
- Silvia Carraro, ex calciatrice italiana (Verona, n. 1988)
- Silvia Eccher, ex calciatrice e allenatrice di calcio italiana (Bolzano, n. 1981)
- Silvia Fiorini, ex calciatrice italiana (Firenze, n. 1969)
- Silvia Guidi, calciatrice italiana (n. 1993)
- Silvia Meseguer, ex calciatrice spagnola (Alcañiz, n. 1989)
- Silvia Nannini, ex calciatrice italiana
- Silvia Nietante, calciatrice italiana (Genova, n. 1990)
- Silvia Pisano, ex calciatrice italiana (Moncalieri, n. 1990)
- Silvia Piva, ex calciatrice italiana (n. 1988)
- Silvia Rubio, calciatrice spagnola (Madrid, n. 2000)
- Silvia Sedonati, ex calciatrice italiana (Maniago, n. 1978)
- Silvia Tagliacarne, ex calciatrice italiana (n. 1975)
- Silvia Toselli, ex calciatrice italiana (Varese, n. 1988)
- Silvia Vicenzi, calciatrice italiana (San Giovanni in Persiceto, n. 1983)
- Silvia Vivirito, calciatrice italiana (Mantova, n. 1990)

## Canottiere(1)
- Silvia Fröhlich, ex canottiera tedesca (Lipsia, n. 1959)

## Cantanti(6)
- Silvia Cecchetti, cantante italiana (Roma, n. 1970)
- Bibi Gaytán, cantante e attrice messicana (Tapachula, n. 1972)
- Silvia Infantas, cantante e attrice cilena (Santiago, n. 1923 - Santiago, † 2024)
- Silvia Mezzanotte, cantante italiana (Bologna, n. 1967)
- Silvia Testoni, cantante italiana (Bologna, n. 1966)
- Silvia Viscardini, cantante, musicista e compositrice italiana (Rovigo, n. 1981)

## Cantautrici(3)
- Silvia Conti, cantautrice e attrice teatrale italiana (Firenze, n. 1962)
- Silvia Olari, cantautrice italiana (Parma, n. 1988)
- Silvia Salemi, cantautrice, conduttrice televisiva e conduttrice radiofonica italiana (Palazzolo Acreide, n. 1978)

## Cestiste(15)
- Silvia Brum, ex cestista italiana (Isola della Scala, n. 1971)
- Silvia Daprà, ex cestista italiana (Torino, n. 1961)
- Silvia Domínguez, cestista spagnola (Barcellona, n. 1987)
- Silvia Echagüe, cestista cilena (Santiago del Cile, n. 1934 - Santiago del Cile, † 1999)
- Silvia Favento, ex cestista italiana (Trieste, n. 1985)
- Silvia Giamporcaro, ex cestista italiana (Trieste, n. 1925)
- Silvia Gottardi, ex cestista e blogger italiana (Padova, n. 1978)
- Silvia Janoštinová, ex cestista slovacca (Banská Bystrica, n. 1978)
- Silvia Mazzoni, ex cestista italiana (Faenza, n. 1979)
- Silvia Morales, ex cestista spagnola (Badalona, n. 1979)
- Silvia Nativi, cestista italiana (Siena, n. 2002)
- Silvia Passon, ex cestista italiana (Palmanova, n. 1985)
- Silvia Pastrello, cestista italiana (Padova, n. 2001)
- Silvia Sarni, cestista italiana (Foggia, n. 1987)
- Silvia Todeschini, ex cestista italiana (Milano, n. 1967)

## Chimiche(1)
- Silvia Bordiga, chimica italiana (Torino, n. 1964)

## Cicliste su strada(2)
- Silvia Parietti, ex ciclista su strada italiana (Livorno, n. 1978)
- Silvia Valsecchi, ex ciclista su strada e pistard italiana (Lecco, n. 1982)

## Ciclocrossiste(1)
- Silvia Persico, ciclocrossista e ciclista su strada italiana (Alzano Lombardo, n. 1997)

## Compositrici(1)
- Silvia Colasanti, compositrice italiana (Roma, n. 1975)

## Conduttrici radiofoniche(1)
- Silvia Notargiacomo, conduttrice radiofonica e conduttrice televisiva italiana (Roma, n. 1983)

## Conduttrici televisive(2)
- Silvia Jato, conduttrice televisiva e modella spagnola (Lugo, n. 1971)
- Silvia Toffanin, conduttrice televisiva, showgirl e ex modella italiana (Marostica, n. 1979)

## Contrabbassiste(1)
- Silvia Bolognesi, contrabbassista e produttrice discografica italiana (Siena, n. 1974)

## Costumiste(1)
- Silvia Nebiolo, costumista italiana (n. 1970)

## Danzatrici(1)
- Silvia Azzoni, danzatrice italiana (Torino, n. 1973)

## Direttrici d'orchestra(1)
- Silvia Massarelli, direttrice d'orchestra italiana (Roma, n. 1961)

## Dirigenti d'azienda(1)
- Silvia Calandrelli, dirigente d'azienda italiana (Roma, n. 1963)

## Dirigenti sportive(3)
- Silvia Gaudino, dirigente sportiva e ex rugbista a 15 italiana (Monza, n. 1981)
- Silvia Salis, dirigente sportiva, ex martellista e politica italiana (Genova, n. 1985)
- Silvia Tea Spinelli, dirigente sportiva e ex arbitro di calcio italiana (Bari, n. 1970)

## Disc jockey(1)
- Silvia Rocca, disc jockey, personaggio televisivo e ex modella italiana (Torino, n. 1968)

## Doppiatrici(2)
- Silvia Pepitoni, doppiatrice e dialoghista italiana (Roma, n. 1958)
- Silvia Tognoloni, doppiatrice, dialoghista e direttrice del doppiaggio italiana (Roma, n. 1961)

## Filologhe(1)
- Silvia Ferrara, filologa classica italiana (Milano, n. 1976)

## Flautiste(1)
- Silvia Careddu, flautista italiana (Cagliari, n. 1977)

## Fondiste(1)
- Silvia Rupil, ex fondista italiana (Gemona del Friuli, n. 1985)

## Fondiste di corsa in montagna‎(1)
- Silvia Rampazzo, fondista di corsa in montagna italiana (Venezia, n. 1980)

## Fotografe(1)
- Silvia Camporesi, fotografa e artista italiana (Forlì, n. 1973)

## Fumettiste(1)
- Silvia Ziche, fumettista italiana (Thiene, n. 1967)

## Genetiste(1)
- Silvia Paracchini, genetista italiana (Novara)

## Geologhe(1)
- Silvia Metzeltin Buscaini, geologa, alpinista e scrittrice svizzera (Sorengo, n. 1938)

## Ginnaste(4)
- Silvia Gregorini, ex ginnasta italiana (La Spezia, n. 1983)
- Silvia Stroescu, ex ginnasta romena (Bucarest, n. 1985)
- Silvia Zanolo, ex ginnasta italiana (Borgosesia, n. 1991)
- Silvia Zarzu, ginnasta rumena (Onești, n. 1998)

## Giocatrici di calcio a 5(1)
- Silvia Praticò, giocatrice di calcio a 5 italiana (Reggio Calabria, n. 2002)

## Giornaliste(12)
- Silvia Bencivelli, giornalista, divulgatrice scientifica e conduttrice radiofonica italiana (La Spezia, n. 1977)
- Silvia Boschero, giornalista e conduttrice radiofonica italiana (Roma, n. 1972)
- Silvia Carrera, giornalista e conduttrice televisiva italiana (Cremona, n. 1980)
- Silvia Costa, giornalista e politica italiana (Firenze, n. 1949)
- Silvia Dell'Orso, giornalista, saggista e storica dell'arte italiana (Milano, n. 1956 - Milano, † 2009)
- Silvia Grilli, giornalista italiana (Forlimpopoli, n. 1961)
- Silvia Intxaurrondo, giornalista e conduttrice televisiva spagnola (Barakaldo, n. 1979)
- Silvia Kramar, giornalista italiana (Milano, n. 1957)
- Silvia Rosa-Brusin, giornalista e conduttrice televisiva italiana (Torino, n. 1956)
- Silvia Sciorilli Borrelli, giornalista italiana (Roma, n. 1986)
- Silvia Squizzato, giornalista e conduttrice televisiva italiana (Brescia, n. 1975)
- Silvia Tortora, giornalista italiana (Roma, n. 1962 - Roma, † 2022)

## Giuriste(1)
- Silvia Cartwright, giurista e politica neozelandese (Dunedin, n. 1943)

## Golfiste(1)
- Silvia Cavalleri, golfista italiana (Milano, n. 1972)

## Hockeiste su ghiaccio(2)
- Silvia Carignano, hockeista su ghiaccio e ex hockeista in-line italiana (Pinerolo, n. 1987)
- Silvia Toffano, hockeista su ghiaccio e hockeista in-line italiana (Venezia, n. 1985)

## Imprenditrici(1)
- Silvia Oliete, imprenditrice spagnola (Barcellona, n. 1971)

## Karateka(1)
- Silvia Semeraro, karateka italiana (Taranto, n. 1996)

## Kickboxer(2)
- Silvia Bortot, kickboxer e pugile italiana (Salgareda, n. 1984)
- Silvia La Notte, kickboxer e pugile italiana (Milano, n. 1982)

## Lottatrici(1)
- Silvia Felice, lottatrice italiana (Palermo, n. 1987)

## Magistrate(1)
- Silvia Fernández de Gurmendi, giudice, avvocata e diplomatica argentina (Córdoba, n. 1954)

## Magistrati(1)
- Silvia Della Monica, magistrato e politica italiana (Napoli, n. 1948)

## Medici(1)
- Silvia Montefoschi, medico, biologa e psicoanalista italiana (Roma, n. 1926 - Zurigo, † 2011)

## Mezzofondiste(3)
- Silvia La Barbera, mezzofondista italiana (Altofonte, n. 1984)
- Silvia Sommaggio, ex mezzofondista e maratoneta italiana (Camposampiero, n. 1969)
- Silvia Weissteiner, mezzofondista italiana (Vipiteno, n. 1979)

## Mezzosoprani(1)
- Silvia Tro Santafé, mezzosoprano spagnola (Valencia, n. 1970)

## Modelle(6)
- Silvia Cannas, modella italiana (Cagliari, n. 1982)
- Silvia Ceccon, modella italiana (Thiene, n. 1983)
- Silvia Martínez, modella venezuelana (Caracas, n. 1965)
- Priscila Perales, modella messicana (Monterrey, n. 1983)
- Vanessa Ponce, modella messicana (Città del Messico, n. 1992)
- Silvia de Esteban, modella spagnola

## Nobildonne(2)
- Silvia Paternò di Spedalotto, nobildonna italiana (Bagheria, n. 1953)
- Silvia Ruffini, nobildonna italiana (n. 1475 - Roma, † 1561)

## Nobili(1)
- Santa Silvia, nobile romana (Roma, † 592)

## Nuotatrici(5)
- Silvia Di Pietro, nuotatrice italiana (Roma, n. 1993)
- Silvia Persi, ex nuotatrice italiana (Roma, n. 1965)
- Silvia Poll, ex nuotatrice costaricana (Managua, n. 1970)
- Silvia Scalia, nuotatrice italiana (Lecco, n. 1995)
- Silvia Szalai, ex nuotatrice tedesca (Seghedino, n. 1977)

## Oncologhe(1)
- Silvia Marsoni, oncologa e politica italiana (Treviso, n. 1952)

## Ostacoliste(1)
- Silvia Panguana, ex ostacolista mozambicana (Maputo, n. 1993)

## Pallamaniste(1)
- Silvia Navarro, pallamanista spagnola (Valencia, n. 1979)

## Pallanuotiste(3)
- Silvia Avegno, pallanuotista italiana (Genova, n. 1997)
- Silvia Bosurgi, ex pallanuotista italiana (Messina, n. 1979)
- Silvia Motta, ex pallanuotista italiana (Varese, n. 1988)

## Pallavoliste(5)
- Silvia Bussoli, pallavolista italiana (Pavullo nel Frignano, n. 1993)
- Silvia Fiori, pallavolista italiana (Merano, n. 1994)
- Silvia Fondriest, ex pallavolista italiana (Rovereto, n. 1988)
- Silvia Lotti, pallavolista italiana (San Miniato, n. 1992)
- Silvia Lussana, pallavolista italiana (Bergamo, n. 1988)

## Pattinatrici artistiche a rotelle(1)
- Silvia Stibilj, ex pattinatrice artistica a rotelle italiana (Trieste, n. 1993)

## Pattinatrici artistiche su ghiaccio(2)
- Silvia Fontana, ex pattinatrice artistica su ghiaccio italiana (New York, n. 1976)
- Silvia Grandjean, pattinatrice artistica su ghiaccio svizzera (Neuchâtel, n. 1934)

## Pattinatrici di figura in-line(1)
- Silvia Marangoni, ex pattinatrice di figura in-line italiana (Oderzo, n. 1985)

## Personaggi televisivi(1)
- Silvia Battisti, personaggio televisivo e ex modella italiana (Verona, n. 1989)

## Pilote di rally(1)
- Silvia Franchini, pilota di rally italiana (L'Aquila)

## Pistard(1)
- Silvia Zanardi, pistard e ciclista su strada italiana (Fiorenzuola d'Arda, n. 2000)

## Politiche(10)
- Silvia Barbieri, politica italiana (Ferrara, n. 1938)
- Silvia Benedetti, politica italiana (Padova, n. 1979)
- Silvia Chimienti, politica italiana (Torino, n. 1985)
- Silvia Fregolent, politica italiana (Torino, n. 1972)
- Silvia Giordano, politica italiana (Salerno, n. 1986)
- Silvia Marchionini, politica italiana (Verbania, n. 1975)
- Silvia Pisacane, politica italiana (Genova, n. 1852 - Napoli, † 1887)
- Silvia Roggiani, politica italiana (Busto Arsizio, n. 1984)
- Silvia Sardone, politica italiana (Milano, n. 1982)
- Silvia Velo, politica italiana (Campiglia Marittima, n. 1967)

## Produttrici cinematografiche(1)
- Silvia Verdone, produttrice cinematografica e produttrice teatrale italiana (Roma, n. 1958)

## Psicologhe(1)
- Silvia Vegetti Finzi, psicologa e pedagogista italiana (Brescia, n. 1938)

## Registe(1)
- Silvia Monga, regista e sceneggiatrice italiana (Piacenza, n. 1972)

## Rugbiste a 15(1)
- Silvia Turani, rugbista a 15 italiana (Grumello del Monte, n. 1995)

## Saggiste(2)
- Silvia Albertazzi, saggista italiana (Bologna, n. 1952)
- Silvia Ronchey, saggista e bizantinista italiana (Roma, n. 1958)

## Schermitrici(2)
- Silvia Rinaldi, schermitrice italiana (Roma, n. 1977)
- Silvia Strukel, schermitrice italiana (Trieste, n. 1916 - Imperia, † 1997)

## Sciatrici alpine(1)
- Silvia Berger, ex sciatrice alpina austriaca (Westendorf, n. 1980)

## Scrittrici(7)
- Silvia Avallone, scrittrice, poetessa e giornalista italiana (Biella, n. 1984)
- Silvia Ballestra, scrittrice e traduttrice italiana (Porto San Giorgio, n. 1969)
- Silvia Bonucci, scrittrice e traduttrice italiana (Monza, n. 1964 - Piombino, † 2015)
- Silvia Bre, scrittrice, poetessa e traduttrice italiana (Bergamo, n. 1953)
- Silvia Curtoni Verza, scrittrice italiana (Verona, n. 1751 - Verona, † 1835)
- Silvia Di Natale, scrittrice, artista e sociologa italiana (Genova, n. 1951)
- Silvia Forti Lombroso, scrittrice e superstite dell'Olocausto italiana (Verona, n. 1889 - Roma, † 1979)

## Sociologhe(1)
- Silvia Federici, sociologa, filosofa e attivista italiana (Parma, n. 1942)

## Soprani(1)
- Silvia Ranalli, soprano italiano (Torrice, n. 1960)

## Sovrane(1)
- Silvia Sommerlath, regina tedesca (Heidelberg, n. 1943)

## Sportive(1)
- Silvia Parente, sportiva italiana (Milano, n. 1969)

## Storiche(2)
- Silvia Berti, storica italiana
- Silvia Salvatici, storica italiana (Firenze, n. 1967)

## Tenniste(4)
- Silvia Ambrosio, tennista tedesca (Gießen, n. 1997)
- Silvia Farina Elia, ex tennista e commentatrice televisiva italiana (Milano, n. 1972)
- Silvia La Fratta, ex tennista italiana (n. 1967)
- Silvia Njirić, tennista croata (Zagabria, n. 1993)

## Traduttrici(2)
- Silvia Bortoli, traduttrice e scrittrice italiana (Venezia, n. 1946)
- Silvia Cosimini, traduttrice e critica letteraria italiana (Montecatini Terme, n. 1966)

## Triatlete(1)
- Silvia Gemignani, triatleta italiana (Pietrasanta, n. 1972)

## Tripliste(1)
- Silvia Biondini, ex triplista e lunghista italiana (Arezzo, n. 1976)

## Veliste(2)
- Silvia Sicouri, velista italiana (Genova, n. 1987)
- Silvia Zennaro, velista italiana (Chioggia, n. 1989)

## Velociste(2)
- Silvia Chersoni, ex velocista italiana (Ferrara, n. 1951)
- Silvia Chivás, ex velocista cubana (Guantánamo, n. 1954)

## Violiniste(1)
- Silvia Marcovici, violinista rumena (Bacău, n. 1952)

## Violoncelliste(1)
- Silvia Chiesa, violoncellista italiana (Milano, n. 1966)

## Senza attività specificata(5)
- Silvia Bertagna, ex sciatrice freestyle italiana (Bressanone, n. 1986)
- Silvia Covolo, ex politica italiana (Marostica, n. 1981)
- Silvia Marciandi, ex sciatrice freestyle italiana (Aosta, n. 1963)
- Silvia Ruotolo, italiana (Napoli, n. 1958 - Napoli, † 1997)
- Silvia Sperber, ex tiratrice a segno tedesca (Erpfting, n. 1965)